# Kviddtjärnen (Gustav Adolfs socken, Värmland)
Kviddtjärnen är en sjö i Hagfors kommun i Värmland och ingår i Göta älvs huvudavrinningsområde. Sjön har en area på 0,0594 kvadratkilometer och ligger 329,5 meter över havet.

## Delavrinningsområde
Kviddtjärnen ingår i det delavrinningsområde (665944-139624) som SMHI kallar för Utloppet av Hyttjärnen. Medelhöjden är 335 meter över havet och ytan är 29,51 kvadratkilometer. Det finns inga avrinningsområden uppströms utan avrinningsområdet är högsta punkten. Tranebergsälven som avvattnar avrinningsområdet har biflödesordning 3, vilket innebär att vattnet flödar genom totalt 3 vattendrag innan det når havet efter 382 kilometer. Avrinningsområdet består mestadels av skog (79 procent). Avrinningsområdet har 2,15 kvadratkilometer vattenytor vilket ger det en sjöprocent på 7,3 procent.